# Albocàsser
Albocàsser és un municipi del País Valencià, capital de la comarca de l'Alt Maestrat. Té 1.234 habitants (INE 2018).

## Geografia
La vila d'Albocàsser (també coneguda com a El Bocàsser) constituïx un important nus de comunicacions en el nord del País Valencià. El nucli urbà està situat en un corredor que no supera els 600 m d'altitud, perllongat cap al sud pel passadís d'Els Ivarsos i cap al NE pel corredor de Tírig que desemboca en el pla de Sant Mateu. Les rambles Carbonera al sud i Morellana-Valltorta al NE, constituïxen els aparells fluvials del terme.
El clima es caracteritza per la suavitat de les temperatures, tant estivals (20°-24°) com hivernals (3°-9°). El règim pluviomètric és també característicament mediterrani, amb màxim en la temporada tardorenca.
Transformades les zones més planes per a l'agricultura, el paisatge vegetal mostra la varietat de la flora en l'antany omnipresent carrasca (alzina) i les masses de coscolla o garriga, amb l'agradable presència de les espècies aromàtiques (espígol, romer, timó, sajolida, etc.).

### Entitats de població
Al terme municipal d'Albocàsser es troben els següents nuclis de població:
- La Calçada.
- Les Casetes.
- La Masia de Brusca.
- La Masia del Pati.
- Sant Pau.

### Accessos
Es pot accedir a Albocàsser, des de Castelló de la Plana, per la CV-15 i després per la CV-129 i CV-164.

### Municipis limítrofs
Limita amb les poblacions d'Ares del Maestrat, Catí, Tírig, Les Coves de Vinromà, La Serratella, La Serra d'en Galceran, Culla i Vilar de Canes.

## Història
A més dels antecedents que presenten les freqüents restes arqueològiques de temps prehistòrics, ibèrics, romans i àrabs, la vila d'Albocàsser neix com a tal a partir de la carta de poblament atorgada per Balasc d'Alagó, lloctinent del rei Jaume I, en 25 de gener de 1239, a Joan de Brusca i trenta pobladors més que es regirien pels furs d'Aragó. En 1243 apareix com a senyoriu de l'Orde de Calatrava, que va confirmar la seua carta de poblament el dia 24 de gener d'aquell mateix any. El 2 de juny de 1275, l'orde va intercanviar el districte amb Artal d'Alagón, qui al seu torn farà lliurament del mateix al rei Jaume el Just  el 14 de juny de 1293. Va ser elevat a la categoria de Vila durant el domini d'Artal d'Alagón (1275-1293). A l'any següent és el monarca qui lliura este i altres llocs a l'Orde del Temple. Quan eixa orde es dissol, passa a formar part del patrimoni de l'Orde de Montesa, situació que dura fins al segle xix. Durant el segle xix va ser escenari de freqüents enfrontaments en el curs de les guerres carlines.
En maig de 1938, durant la Guerra civil espanyola, Albocàsser va patir, junt amb Benassal, Ares del Maestrat i Vilar de Canes, l'experimentació l'aviació de l'Alemanya nazi, que hi va provar els bombarders Stuka. El resultat dels bombardejos foren 38 morts.

## Demografia
| Evolució demogràfica (des de 1877) Censos de població | Evolució demogràfica (des de 1877) Censos de població | Evolució demogràfica (des de 1877) Censos de població |
| ----------------------------------------------------- | ----------------------------------------------------- | ----------------------------------------------------- |
|                                                       |                                                       |                                                       |
|                                                       |                                                       |                                                       |
|                                                       | Font: Institut Nacional d'Estadística                 |                                                       |

| Població | 1.344 | 1.348 | 1.381 | 1.378 | 1.385 | 1.395 | 1.377 | 1.381 | 1.446 | 1.447 | 1.439 | 1.443 | 1.422 | 1.424 |

## Economia

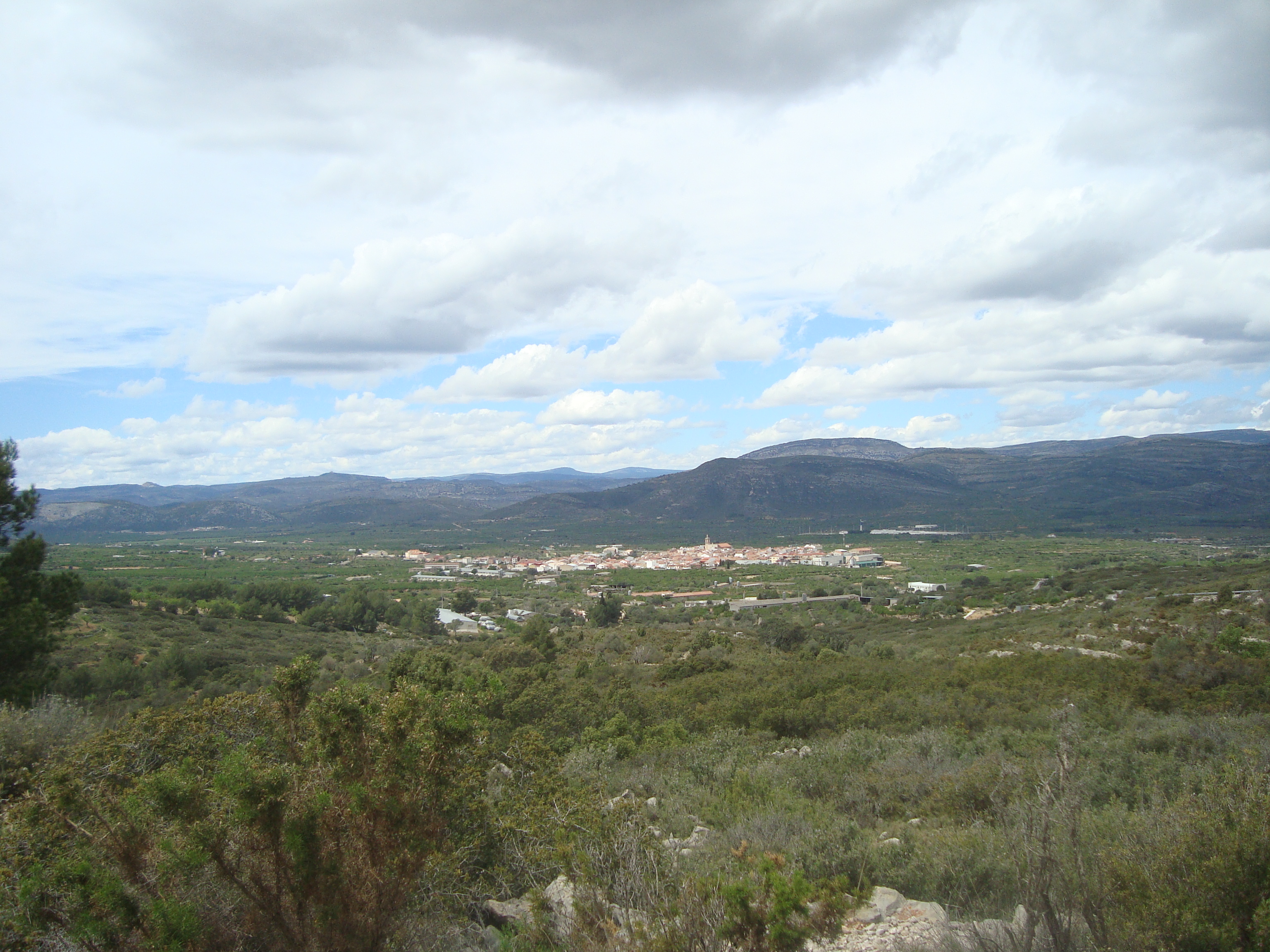
Panorámica rural del terme municipal d'Albocàsser

Desapareguda la vinya, l'ametler i l'olivera constituïxen les bases de l'agricultura d'Albocàsser. Completen l'oferta agrícola de la vila els arbres fruiters i productes de les petites hortes regades amb aigua de sénia.
Quant a la ramaderia, existixen principalment explotacions avícoles i porcines, així com el pasturatge de bestiar oví i caprí.

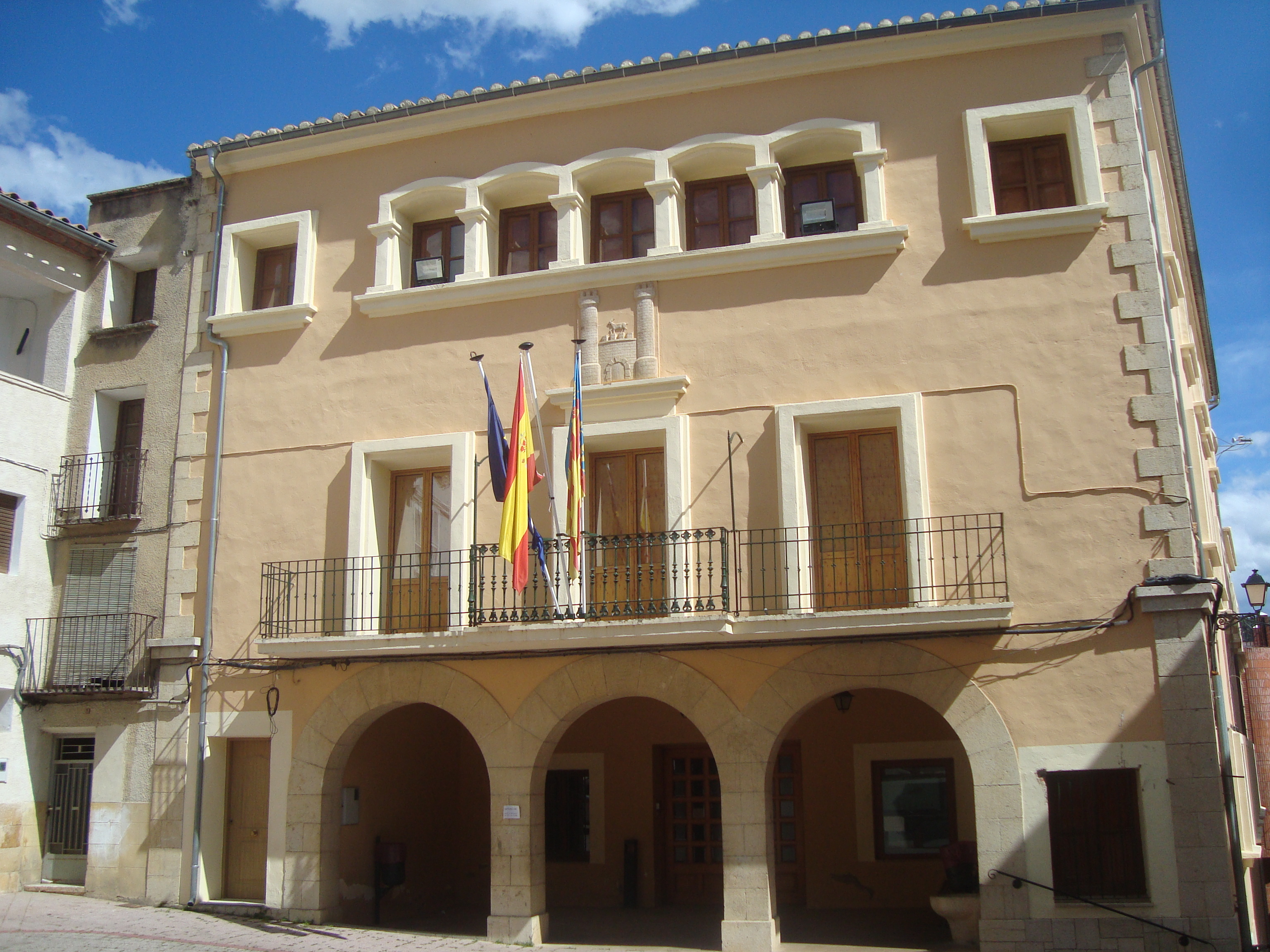
Ajuntament d'Albocàsser

L'escassa indústria pertany al sector tèxtil (confecció de peces de vestir).

## Política i govern

### Composició de la Corporació Municipal
El Ple de l'Ajuntament està format per 9 regidors. En les eleccions municipals de 26 de maig de 2019 foren elegits 4 regidors del Partit Socialista del País Valencià (PSPV-PSOE), 3 del Partit Popular (PP) i 2 de Junts per Albocàsser-Compromís (JPA-Compromís).
| Eleccions municipals de 26 de maig de 2019 - Albocàsser                                                                                           |                                          |                                     |                                     |      |          |          |
| Candidatura | Candidatura                              | Candidatura                         | Cap de llista                       | Vots | Vots     | Regidors |
| | Partit Socialista del País Valencià-PSOE |                                     | Isabel Albalat Celades              | 303  | 38,55%   | 4 (+4)   |
| | Partit Popular                           |                                     | Antonio Querol Ferrando             | 281  | 35,75%   | 3 (-2)   |
| | Junts per Albocàsser-Compromís           |                                     | Joan Josep Fermosell Roig           | 164  | 20,87%   | 2 (-2)   |
| | Vots en blanc                            |                                     |                                     | 3    | 0,38%    |          |
| Total vots vàlids i regidors | Total vots vàlids i regidors             | Total vots vàlids i regidors        | Total vots vàlids i regidors        | 786  | 100 %    | 9        |
| | Vots nuls                                | Vots nuls                           | Vots nuls                           | 19   | 2,36%    |          |
| Participació (vots vàlids més nuls) | Participació (vots vàlids més nuls)      | Participació (vots vàlids més nuls) | Participació (vots vàlids més nuls) | 805  | 80,58%** |          |
| Abstenció | Abstenció                                | Abstenció                           | Abstenció                           | 194* | 19,42%** |          |
| Total cens electoral | Total cens electoral                     | Total cens electoral                | Total cens electoral                | 999* | 100 %**  |          |
| Alcaldessa: Isabel Albalat Celades (PSPV-PSOE) (15/06/2019) Per majoria absoluta dels vots dels regidors (5 vots: 4 de PSPV i 1 de JPA-Compromís) |                                          |                                     |                                     |      |          |          |
| Fonts: JEC, JEZ Castelló, M. Interior, Periòdic Ara. (* No són vots sinó electors. ** Percentatge respecte del cens electoral.)                   |                                          |                                     |                                     |      |          |          |

### Alcaldes
Des de 2019 l'alcaldessa de Vallada és Isabel Albalat Celades del Partit Socialista del País Valencià (PSPV-PSOE).
| Període                       | Alcalde o alcaldessa     | Partit polític | Data de possessió | Observacions |
| ----------------------------- | ------------------------ | -------------- | ----------------- | ------------ |
| 1979–1983                     | Ismael Monfort Ferrando  | UCD            | 19/04/1979        | --           |
| 1983–1987                     | Ismael Monfort Ferrando  | AP-PDP-UL-UV   | 28/05/1983        | --           |
| 1987–1991                     | Manuel Querol Montañéz   | Independent    | 30/06/1987        | --           |
| 1991–1995                     | José Manuel Sales Escrig | PSPV-PSOE      | 15/06/1991        | --           |
| 1995–1999                     | José Manuel Sales Escrig | PSPV-PSOE      | 17/06/1995        | --           |
| 1999–2003                     | Antonio Querol Ferrando  | PP             | 03/07/1999        | --           |
| 2003–2007                     | Antonio Querol Ferrando  | PP             | 14/06/2003        | --           |
| 2007–2011                     | Antonio Querol Ferrando  | PP             | 16/06/2007        | --           |
| 2011–2015                     | Antonio Querol Ferrando  | PP             | 11/06/2011        | --           |
| 2015–2019                     | Antonio Querol Ferrando  | PP             | 13/06/2015        | --           |
| 2019-2023                     | Isabel Albalat Celades   | PSPV-PSOE      | 15/06/2019        | --           |
| Des de 2023                   | n/d                      | n/d            | 17/06/2023        | --           |
| Fonts: Generalitat Valenciana |                          |                |                   |              |

## Monuments

### Monuments religiosos

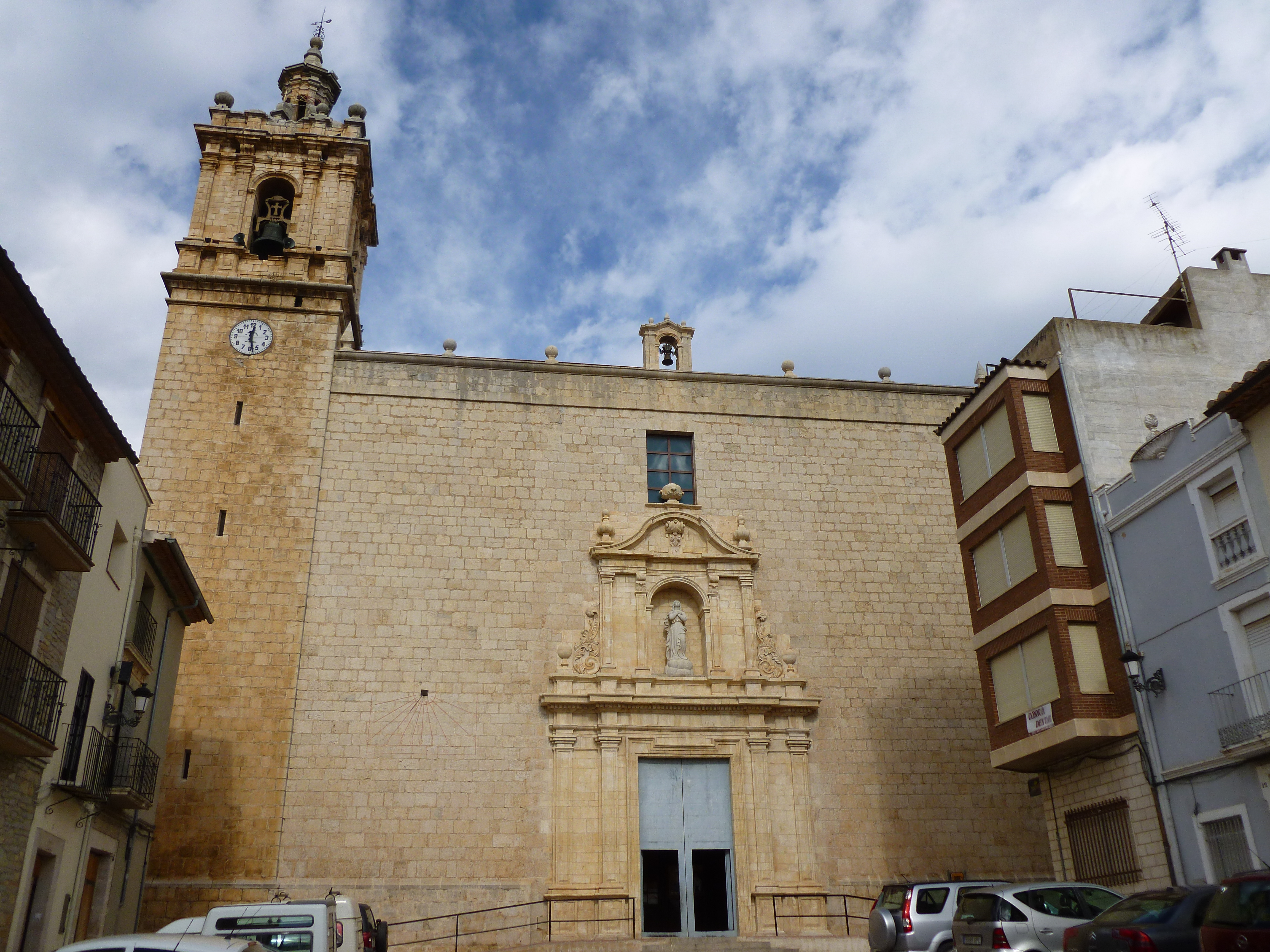
Església parroquial de l'Assumpció

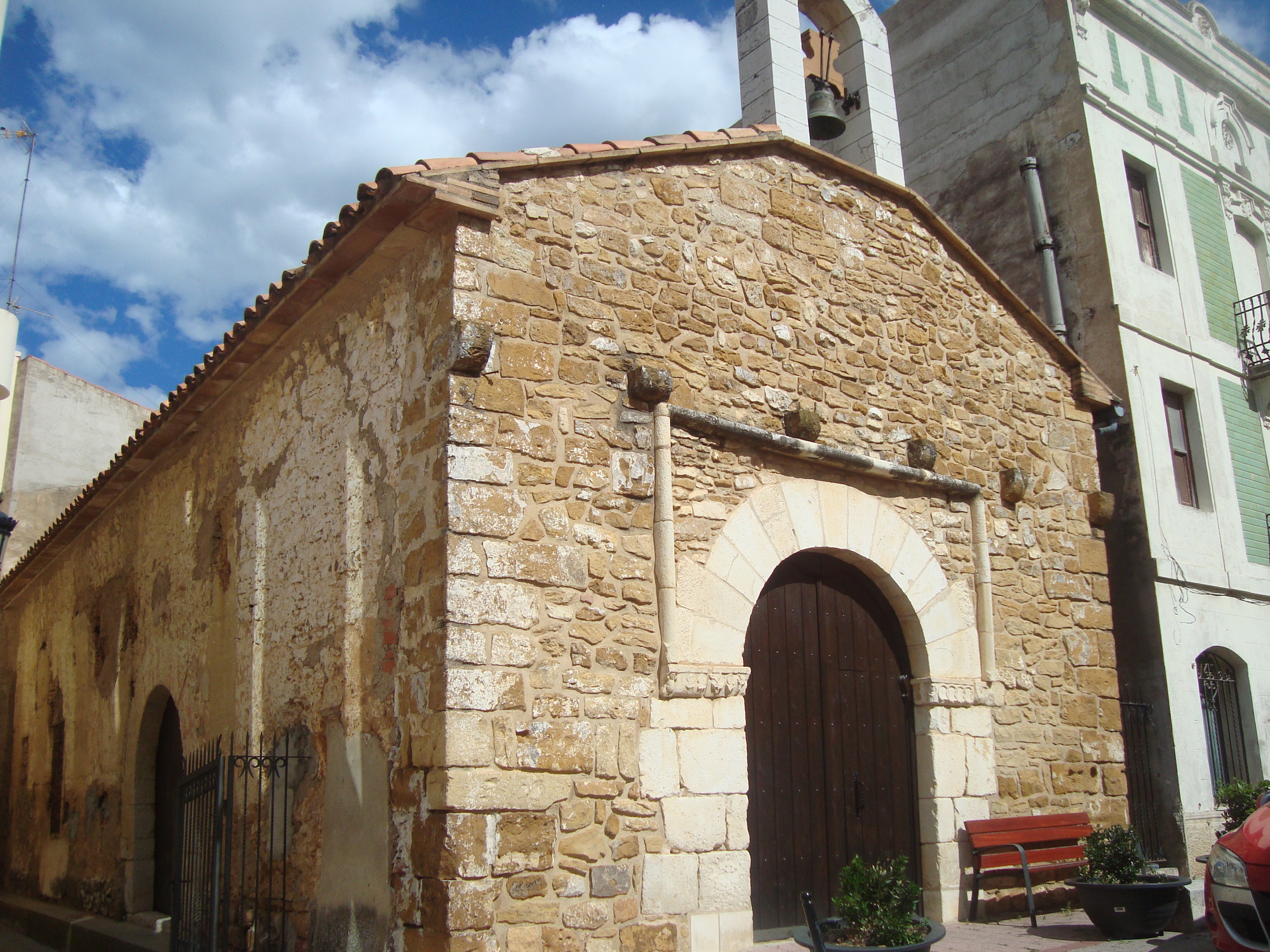
Ermita dels Sants Joans

- Església de l'Assumpció. De sever barroc, iniciada a la fi del segle xvii per a substituir al primitiu temple gòtic del segle xiii, consta d'una nau amb volta de mig canó amb llunetes, sense creuer i capelles laterals. En la seua sòbria façana de pedra destaca la portada de dos cossos amb pilastres i escultura de l'Assumpció de Nostra Senyora. El temple conserva un considerable nombre de peces d'orfebreria, ornaments i restes d'altars i el retaule de la Mare de Déu de l'Esperança, bella mostra del gòtic internacional, procedent de l'ermita homònima.
- Ermita dels Sants Joans. Del segle xiii i estil gòtic de Reconquesta.
- Ermita de l'Esperança. Amb hostatgeria adjunta, fundada en el segle xv per Bernat Fort.
- Ermita de Sant Pere Màrtir. Del segle xv, amb un destacat pòrtic lateral.
- Ermita i hostatgeria de Sant Pau. Construïda a finals del segle xvi i principis del XVII.
- Ermita de Sant Miquel. Construïda al segle xv, està situada en una zona de masies a l'antic camí de Catí.

### Monuments civils
- Restes del Castell i Muralles d'Albocàsser. El castell d'Albocàsser, construït per l'Orde del Temple, en l'actualitat només resten unes interessants ruïnes amb llenços de muralla i alguna torre. En diversos llocs del terme poden veure's les nombroses barraques de pedra seca, testimoniatge de la intensa explotació ramadera llanar dels segles medievals.
- Palau Fuster. Entre els edificis del carrer Major destaca el palau construït per la família Fuster en el segle xviii.
- Torre de la Fonteta. Anomenada també la Torre o Torre dels Blanco.
- Torre de l'Alfalsar. També coneguda com a Torre de la Falsa, Torre Falzà, o simplement Torre L'Alfasar.

## Llocs d'interés

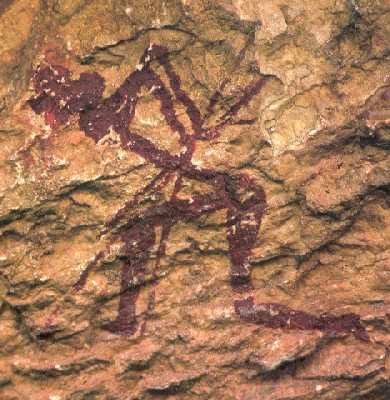
Pintura rupestre al barranc de la Valltorta.

El terme municipal és ric en paratges interessants i d'importància històrica, com ara les múltiples coves que alberguen pintures rupestres, o l'Ermita de Sant Pau, enclavament afable i bell en una fèrtil plana, ocupada ja des de temps romans.
Altres paratges com les Fonts de Na Tosca i Masia Brusca acompanyen al bon nombre de masies disseminades pel seu terme municipal, moltes de les quals han estat rehabilitades recentment com habitatges de turisme rural.
- Barranc de la Valltorta. Allí trobarem una bona mostra d'art rupestre d'època mesolítica. El Museu i les pintures rupestres del Barranc de la Valltorta, que juntament amb les del Barranc de Gasulla (Ares del Maestrat) formen una àrea cultural d'interès internacional, declarada per la UNESCO com Patrimoni de la Humanitat, formen una àrea d'imprescindible visita.
- Cova dels Cavalls. Pintures rupestres.

## Festes locals

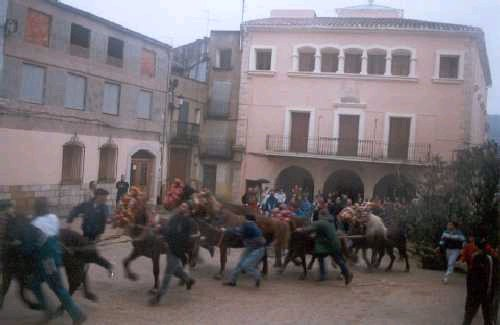
Festes de Sant Antoni

- Sant Antoni Abad. Se celebra el cap de setmana més pròxim al dia del Sant, 16 i 17 de gener. Destacar l'arrossegament d'arbres amb cavalleries "*rossegades", la tradicional foguera monumental en la plaça de l'església i la processó amb animals, durant el recorregut dels quals es dona lectura a la popular "publicata", crítica satírica anual sobre la població.

- Festes Patronals. En el mes d'agost tenen lloc les Festes Patronals en honor de la Verge de l'Assumpció. Durant 10 dies consecutius al voltant del 15 d'agost, es desenvolupen actes taurins denominats "bous al carrer", actes culturals (teatre, danses, exposicions, concerts, concessió premis literaris i fotogràfics, etc.) actes esportius i d'esplai.

- Romiatges a Sant Pere Màrtir, Sant Miquel i Sant Pau. Se celebren l'últim diumenge d'abril, i el primer diumenge de maig, respectivament, amb benedicció de rams i repartiment de cosines. La de Sant Pau se celebra amb el ball típic del "Ball Pla", a càrrec de la Banda de Música Local.

- Immaculada Concepció. Un dels costums autòctons d'Albocàsser populars és la Cantada de les cartes, que es realitza cada any la nit del 7 de desembre, vespra de la festivitat de la Immaculada Concepció, en la qual els jóvens (quintos) demanen a la Verge protecció i empara durant el servici militar. Eixa nit es reunixen en la plaça de l'Església, acompanyats d'alguns músics i d'un nombrós públic i, quatre d'ells (u per cada pal de la baralla) col·locats davant la façana de l'Església Parroquial van entonant una cobla (diferent cada any), relacionant cadascuna de les cartes de la baralla amb els misteris de la Passió del Senyor i Dolors de la Mare de Déu. Després tots recorren els diferents carrers de la població entonant les tradicionals albaes. L'origen d'esta singular tradició està datat en 1870 sobre un fet ocorregut a un soldat de la vila en la Guerra de Cuba.

- Festa de l'Oferta. Se celebra el cap de setmana anterior a Carnestoltes i consistix en l'oferiment de productes locals (pastissos, rebosteria típica, etc.) per particulars, colles i associacions per a sortejar-los en la plaça de l'Església. Antigament, els diners es destinaven a fins d'interés general de la població. Els grups d'amics sopen i assistixen a un ball de disfresses.